# Белоцерковский, Борис Григорьевич
Борис Григорьевич Белоцерковский (род. 22 июня 1954, Ленинград) — российский бизнесмен, владелец крупнейшего в России вендингового оператора «Ювенко». Президент Национальной ассоциации автоматизированной торговли. Входил в список богатейших бизнесменов России 2005 года.

## Биография
Борис родился в 1954 году в Ленинграде в еврейской семье. Отец Григорий Бенционович Белоцерковский был учёным, автор нескольких учебников по радиотехнике (умер, когда Борису было 28 лет), а мать работала врачом, заведующей отделением в больнице. В детстве у Бориса хорошо было развито логическое мышление. Учился в школе № 209, интересовался современными технологиями и вопросами технического прогресса.
Борис Белоцерковский после школы хотел поступить в медицинский, но был не уверен в своих шансах, поэтому выбрал Ленинградский институт авиационного приборостроения (ныне — ГУАП). После окончания института в 1978 году Белоцерковский устроился на работу в отдел технического обслуживания на объединение «Сельхозтехника». Там он отвечал за настройку рабочего вычислительного оборудования.
Через два года Борис нашёл работу на производстве, где занимался выпуском свечей для праздничных тортов. Эту работу Белоцерковский совмещал с торговлей компьютерной техникой. 
Белоцерковский пытался самостоятельно получить образование по деловому администрированию. Он три раза в неделю занимался с репетитором. Так у него появилось понимание финансовой отчётности и маркетинга.
В первой половине 1987 года в СССР стали набирать популярность разнообразные игровые автоматы. Белоцерковский вместе с товарищами начал поставку в СССР игровых автоматов шведского производства. Сам он на этом предприятии занимал должность директора по маркетингу.
Белоцерковский счёл игорный бизнес перспективным занятием, до 1990 года ему удалось взять кредит в одном из ленинградских банков на сумму 1 млн рублей. На эти деньги Белоцерковский основал свою компанию «Уникум», которая также занималась поставкой игрового оборудования. Компания относительно быстро развивалась, окупилась и стала приносить стабильно высокую прибыль. Сам Белоцерковский, будучи единоличным владельцем фирмы, занимал в ней должность президента.
К 2000 году Белоцерковский открыл собственный издательский дом «Собака.ru», который зарегистрировал на свою жену. В начале 2007 года активы компании ощутимо выросли, и она приобрела пару популярных интернет-порталов для женской аудитории.
Белоцерковский вместе с Олегом Бойко был совладельцем холдинга Ritzio Entertainment Group, под управлением которого были казино «Вулкан», «Десперадо» и «Миллион». Помимо этого, в некоторых регионах России были открыты супермаркеты холдинга, пабы и гриль-бары.
После запрета игорного бизнеса в России в 2009 году «Уникум» сменил сферу деятельности, став продавать аппараты для вендинга. А сам Белоцерковский переориентировался на компанию «Ювенко» (обслуживание вендингового оборудования), а позже приобрёл 53,7 % британского вендингового оператора SnackTime. Также среди его активов компании «Инфлайт интертеймент» (87 %) и «Бонус Эдвайзер».
Белоцерковский является президентом Национальной ассоциации автоматизированной торговли, а в ноябре 2017 года он стал также членом исполнительного комитета Европейской вендинговой ассоциации.
12 мая 2020 года, в связи с эпидемией коронавирусной инфекции, правительство Санкт-Петербурга сделало обязательным ношение масок и перчаток в транспорте и общественных местах, после чего в вестибюлях Петербургского метрополитена начали устанавливать терминалы компании Белоцерковского «Uvenco».

## Личная жизнь
От первой жены у него есть два сына. В 2000 году женился на Веронике Белоцерковской. До встречи с Белоцерковским Вероника уже четыре раза побывала замужем, имела сына.
У Белоцерковских родилось ещё двое сыновей. Семья собиралась вместе не очень часто, так Вероника с детьми жила во Франции. В свою очередь, Белоцерковский большую часть времени проводил в Москве, где вёл бизнес. Старший сын Бориса Белоцерковского занимался собственными проектами, связанным с мобильными приложениями, был женат.
В конце 2017 года в прессе появилась информация о разводе пары после 17 лет совместной жизни.
В 2018 году Белоцерковский в возрасте 64 лет женился на 33-летней Полине Аскери, брак закончился разводом в 2020-м.